# Ferradosa
Ferradosa ist ein Ort und eine ehemalige Gemeinde (Freguesia) im portugiesischen Kreis Alfândega da Fé. In der Gemeinde lebten 163 Einwohner (Stand 30. Juni 2011).
Am 29. September 2013 wurden die Gemeinden Ferradosa und Sendim da Serra zur neuen Gemeinde União das Freguesias de Ferradosa e Sendim da Serra zusammengefasst. Ferradosa ist Sitz dieser neu gebildeten Gemeinde.